# Mops spurrelli
Mops spurrelli (Dobson, 1911) è un pipistrello della famiglia dei Molossidi diffuso nell'Africa centrale e occidentale.

## Descrizione

### Dimensioni
Pipistrello di piccole dimensioni, con la lunghezza totale tra 78 e 91 mm, la lunghezza dell'avambraccio tra 27 e 30 mm, la lunghezza della coda tra 20 e 25 mm, la lunghezza del piede tra 7 e 10 mm, la lunghezza delle orecchie tra 11 e 14 mm e un peso fino a 11 g.

### Aspetto
La pelliccia è corta. Le parti dorsali sono bruno-rossastre talvolta cosparse di peli biancastri e con la base dei peli bianca, mentre le parti ventrali sono bianche, più grigiastre sul petto e la gola e brunastre lungo i fianchi. Il muso non è estremamente appiattito, il labbro superiore ha più di 6-7 pieghe ben distinte su ogni lato ed è cosparso di corte setole. Le orecchie sono bruno-nerastre, relativamente piccole, unite anteriormente da una membrana a forma di V che si estende in avanti fino a formare una sacca con l'apertura anteriore dalla quale, nei maschi, fuoriesce un ciuffo di lunghi peli scuri.  Il trago è piccolo e nascosto dietro l'antitrago, il quale è grande, elevato, con la base larga e l'estremità arrotondata. Le membrane alari sono nerastre. La coda è lunga, tozza e si estende per più della metà oltre l'uropatagio, il quale è nerastro.

## Distribuzione e habitat
Questa specie è diffusa in Guinea, Liberia, Sierra Leone, Costa d'Avorio, Ghana, Togo, Camerun, Repubblica Centrafricana, Repubblica Democratica del Congo nord-orientale e sull'isola di Bioko.
Vive nelle foreste pluviali di pianura, foreste secondarie e savane alberate adiacenti alle foreste e in prossimità di corsi d'acqua e fiumi.

## Conservazione
La IUCN Red List, considerato il vasto areale e la popolazione presumibilmente numerosa, classifica M.spurrelli come specie a rischio minimo (Least Concern)).